# Jesús de la Rosa Luque
Jesús de la Rosa Luque (Sevilla, 5 de marzo de 1948 - Burgos, 14 de octubre de 1983) fue un músico, cantante y compositor español, reconocido por haber sido el teclista, vocalista y compositor principal del grupo de rock andaluz Triana.

## Sus comienzos
Sus primeros pasos como músico fueron como fundador en su tierra natal de un grupo sin mucha importancia llamado Los Nuevos Tiempos, en plenos años 60, que hacía un rock anglosajón con letras en inglés. Llegaron a grabar tres composiciones, y sólo una en español que fue el sencillo «Cansado me encontré». En Madrid conoce a varios músicos. Intenta entrar en Los Bravos. Fue rechazado por su inevitable acento andaluz.
En 1972 es aceptado como teclista sustituto en el grupo de moda por entonces, Flor y Nata, recorriéndose gran parte de la geografía española y tocando en grandes ferias éxitos de otros grupos reconocidos, aunque al cabo de un tiempo lo despiden y vuelve a Sevilla.

## El embrión de Triana
Más importante es la formación Tabaca, auténtico precedente de Triana. Tabaca estaba constituida por Carlos Attias, bajista de Miguel Ríos, Emilio Souto, cantante de Los Solitarios y Eduardo Rodríguez proveniente del grupo Los Payos. Graban su primer sencillo con CBS en Londres. En medio de la promoción de su primer disco, Attias abandona el proyecto. En ese momento se incorpora como bajista Jesús de la Rosa, que está por Madrid haciendo unas galas con lo que queda del grupo Los Bravos. Allí conoce en 1973 al guitarrista de la posterior banda, Eduardo Rodríguez Rodway. Tabaca se fue diluyendo poco a poco dado que no había una orientación clara y esto provocó su pronto final un año después.
En los últimos tiempos antes de su desaparición, el grupo era un trío formado por De la Rosa, Rodríguez y Emilio Souto. En él cantaban los tres, al estilo de Crosby, Stills, Nash & Young. Fue una producción de Johnny Galvão, guitarrista portugués que acompañó a Miguel Ríos en los Conciertos de Rock y Amor, pero su sello, CBS, les pedía una producción de temas vendibles como canción del verano.
Eso marca su definitiva división: Emilio Souto, un tanto politizado, se incorpora al proyecto de Moncho Alpuente de Desde Santurce a Bilbao Blues Band, y Rodríguez y De la Rosa fundan Triana con Juan José Palacios Tele y en primera instancia Lole y Manuel. Parece que tanto arte no cuajó, y pasaron a ser simplemente Jesús, Eduardo y Tele. En esos inicios, Jesús de la Rosa tiene compuestas una serie de canciones sin un estilo definido. El único punto en común es su voz, trabajada al olor de Gary Brooker de Procol Harum y Steve Winwood de Traffic. A partir de la unión de los tres con Teddy Bautista y Gonzalo García Pelayo, se inicia el sonido que les define como rock andaluz. Las portadas de los discos de Máximo Moreno, el bajo de Manolo Rosa y las guitarras de Antonio García de Diego, hacen el resto. 

## Éxito y decadencia
La formación naciente se erige en una gran banda que, sin quererlo, se convierte relativamente pronto en todo un mito en España. En 1980, tras tres grandes álbumes -El patio, Hijos del agobio y Sombra y luz-, el grupo cae en una crisis producida por el éxito y la fama, entrando en una fase diferente, intimista y simple, adentrándose en el pop.
Triana es considerada la más grande e importante de las bandas del rock andaluz.

## Muerte y legado
Tras los tres siguientes y últimos discos, la banda tiene su fin con el trágico accidente de tráfico de su vocalista, Jesús de la Rosa. El 13 de octubre de 1983 a las 6 de la tarde, el Citroën BX-16 TRS con matrícula M-4643-FJ que conducía colisionó frontalmente contra una furgoneta proveniente de Santander. Esto ocurría a la altura de la localidad burgalesa de Villariezo, cuando regresaba de San Sebastián de dar un concierto benéfico por los damnificados de las inundaciones. Su acompañante y amigo, Javier Osma, resultó herido. 
La voz de Triana fue ingresada en la UVI de la residencia sanitaria General Yagüe con carácter urgente. Aunque entró por su propio pie, el peso de los teclados que llevaba en la parte de atrás del automóvil le habían provocado heridas fatales. Tras varias intervenciones quirúrgicas, falleció en el quirófano a las 4 de la madrugada del 14 de octubre. Sería enterrado días más tarde en el cementerio de Villaviciosa de Odón. 
Se desvanecía el poeta de la calle Feria, pero no su recuerdo y figura, siempre recordada por amigos, familiares y seguidores. Este trágico final corta la existencia de Triana, pero la convierte en una leyenda para aquellos que se decanten por su valor como formación musical. El 2 de noviembre de 2018, con motivo del 35 aniversario de su muerte, se le rindió homenaje con una placa conmemorativa en su casa natal, en la sevillana calle Feria, congregando a una multitud de personas llegadas desde numerosos puntos del país, amantes de su música y su poesía, defensores de su legado. Una jornada en su honor, donde no faltó Eduardo Rodríguez Rodway, único miembro vivo de la mítica banda, así como el hijo de Jesús, Ramiro de la Rosa, y gran parte de su familia, poniéndose el broche final con un espectacular concierto de la banda de rock andaluz 'Zaguán' en la Alameda de Hércules de Sevilla.

## Discografía
Con el grupo Triana:
- El patio (1975),
- Hijos del agobio (1977).
- Sombra y luz (1979).
- Un encuentro (1980).
- Un mal sueño (1981).
- Llegó el día (1983).